# SOS (Rihanna)
"SOS", ook wel "S.O.S. (Rescue Me)", is de eerste single van A Girl Like Me, het tweede studioalbum van Barbadiaanse zangeres Rihanna. De single is geproduceerd en grotendeels geschreven door producer J.R. Rotem. "SOS" was destijds Rihanna's best presterende single, tot het in 2007 werd opgevolgd door "Umbrella". De single haalde de 1e positie in de Billboard Hot 100, hiermee haalde ze haar eerste nummer 1-single in de Billboard Hot 100, en de United World Chart. In de Nederlandse Top 40 bleef "SOS" steken op #4, in de Vlaamse Ultratop 50 op #2.

## Informatie
"SOS" is een sample van "Tainted Love", van Soft Cell en bevat ook de tekst "You got me tossin' and turnin' and I can't sleep at night" uit dat nummer. Het liedje refereert ook naar verschillende andere nummers.
Het liedje was eigenlijk bedoeld voor zangeres Christina Milian, maar zij wees het liedje af.

## Tracklist

### 12" Maxi
1. "SOS" (Chris Cox Club Mix) — 9:21
2. "SOS" (Nevins Electrotek Club Mix) — 7:08

### Cd-maxi 1
1. "SOS" (Nevins Electrotek Edit) — 4:07
2. "SOS" (Chris Cox Radio Edit) — 4:00
3. "SOS" (Nevins Electrotek Club Mix) — 7:08
4. "SOS" (Chris Cox Club Mix) — 9:21

### Cd-maxi 2
1. "SOS" (Radio) — 4:01
2. "SOS" (Instrumental) — 4:00
3. "SOS" (Callout Hook) — 0:11

### Cd-maxi 3
1. "SOS" (Radio Edit) — 4:01
2. "SOS" (Instrumental) — 4:00
3. "Break It Off" (Rihanna & Sean Paul) - — 3:34

- Extra's

1. SOS (Video)

### Cd-maxi 4
1. "SOS" — 4:01
2. "SOS" (Nevins Glam Club Mix) — 7:43

### Cd-single
1. "SOS" (Radio Edit) — 4:01
2. "Let Me" — 3:55

### 12" Picture Maxi
1. "SOS" (Radio Edit) — 4:01
2. "SOS" (Instrumental) — 4:00
3. "SOS" (Nevins Electrotek Club Mix) — 7:08

### Cd-maxi VS/CA
1. "SOS" (Radio Edit) — 4:01
2. "SOS" (Nevins Electrotek Club Mix) — 7:08
3. "Break It Off" (Rihanna & Sean Paul) — 3:34
4. "SOS" (cd-romvideo)

### VK cd-single
1. "SOS" (Radio Edit) — 4:01
2. "SOS" (Nevins Glam Club Mix) — 7:43

### EU/AU cd-single
1. "SOS" (Radio Edit) — 4:01
2. "Let Me" — 3:55

### VK 12" vinylsingle

#### A-kant
1. "SOS" (Radio Edit) — 4:01
2. "SOS" (Instrumental) — 4:00

#### B-kant
1. "SOS" (Nevins Electrotek Club Mix) — 7:08

## Hitlijsten
| Chart                           | Hoogste positie |
| ------------------------------- | --------------- |
| Australische ARIA Single Top 50 | 1               |
| Belgische Ultratop 50           | 2               |
| Deense Single Top 40            | 10              |
| Duitse Single Top 100           | 2               |
| Engelse Single Top 75           | 2               |
| Finse Single Top 20             | 3               |
| Franse Single Top 100           | 12              |
| Ierse Single Top 50             | 3               |
| Italiaanse Single Top 50        | 9               |
| Nederlandse Top 40              | 4               |
| Noorse Single Top 20            | 3               |
| Nieuw-Zeeland Single Top 40     | 3               |
| Oostenrijkse Single Top 75      | 4               |
| United World Chart              | 1               |
| VS Billboard Hot 100            | 1               |
| Zweedse Single Top 60           | 12              |
| Zwitserse Single Top 100        | 3               |

## Extra informatie
"SOS (Rescue Me)" is te spelen op Singstar Pop Hits.